# Süsserův mlýn
Süsserův mlýn (Meixnerův) v Dolní Dobrouči v okrese Ústí nad Orlicí je bývalý vodní mlýn, který stojí na potoce Dobroučka. V letech 1958–1975 byl chráněn jako nemovitá kulturní památka České republiky.

## Historie
Mlýn je zaznamenán na Císařských otiscích z roku 1839. Roubený mlýn, opravený počátkem 19. století, je jedním z posledních roubených mlýnů v okrese.
V roce 1930 je uváděn mlýn a pila Vincenc Meixner; k roku 1939 majitel František Süsser.

## Popis
Mlýn stojí volně na půdorysu písmene L. Tvoří jej jednopatrové roubené stavení s průčelím o čtyřech okenních osách s malou podlomenicí, zbytek je členěn prkny řazenými klasově. Mezi přízemím a prvním poschodím je na průčelí malá pultová šindelová stříška.
Voda na vodní kolo vedla náhonem. K roku 1930 zde byla 2 kola na svrchní vodu (hltnost 0,12 a 0,09 m³/s, spád 4,5 m, celkový výkon 8,2 HP). Pila je dosud v provozu.